# Hydroventure
Hydroventure (titolo originale Fluidity) è un videogioco rompicapo per Wii sviluppato da Curve Studios, in collaborazione con Nintendo. Il gioco è distribuito digitalmente tramite WiiWare. Il gioco è uscito in Europa il 24 dicembre 2010, mentre negli Stati Uniti d'America il gioco è uscito il 6 dicembre dello stesso anno.
Il gioco consiste nel controllare, attraverso il Wii Remote, una massa d'acqua attraverso le pagine dell'Aquaticus, un libro ricoperto da un inchiostro definito Oscuressenza, e raccogliere le gocce chiamate Gocce Arcobaleno.